# باربرا دبليو. ويندر
باربرا دبليو. ويندر (بالإنجليزية: Barbara W. Winder)‏ هي قائدة دينية أمريكية، ولدت في 9 مايو 1931 في ميدفال في الولايات المتحدة، وتوفيت في 25 يونيو 2017.